# Oison (rivière)
Pour les articles homonymes, voir Oison.
L'Oison est une rivière, affluent de la Seine, dont le cours est sis en Normandie dans les départements de l'Eure et de la Seine-Maritime.

## Géographie
L'Oison prend sa source au pied de la butte du Bois Bosselin, et du clos Delamare, à 130 mètres d'altitude sur le territoire de la commune de Saint-Amand-des-Hautes-Terres dans l'Eure. De 16 kilomètres de longueur, la rivière présente un faible débit moyen de 0,07 m3/s (0,01 m3/s en étiage) à son exutoire pour un bassin versant de 60 km2. Elle se jette dans la Seine à la hauteur de Saint-Pierre-lès-Elbeuf à 7 mètres d'altitude, ce qui lui donne 7,2 ‰ de pente moyenne.

### Communes traversées
Dans les deux départements de l'Eure et de la Seine-Maritime, l'Oison traverse neuf communes dont une seule en Seine-maritime à la confluence, et deux cantons :
- dans le sens amont vers aval : Saint-Amand-des-Hautes-Terres (source), Le Thuit-Signol, Saint-Ouen-de-Pontcheuil, Saint-Pierre-des-Fleurs, Le Bec-Thomas, La Saussaye, Saint-Germain-de-Pasquier, Saint-Cyr-la-Campagne, Saint-Pierre-lès-Elbeuf (confluence).

Soit en termes de cantons, l'Oison prend source dans le canton de Bourgtheroulde-Infreville, et conflue dans le canton de Caudebec-lès-Elbeuf, dans les deux arrondissement d'Évreux et arrondissement de Rouen.

## Affluent
L'Oison a un seul affluent référencé :
- le Grand Ravin (rd) 4,8 km sur les trois communes de Saint-Didier-des-Bois, Saint-Pierre-lès-Elbeuf, La Haye-Malherbe.

## Histoire et moulins
La vallée de l'Oison a compté de nombreux moulins (17) dont le premier, le moulin Warin (ou Vorin), remonte à 1257. Une activité importante était associée à l'industrie textile d'Elbeuf et de Louviers. Les moulins à blé ont été accompagnés de moulins pour l'argile à foulon ou des moulins pour les écorces de chênes et châtaigniers (production de teinture pour les tanneries) appelés également moulins à tan. Sis à Saint-Ouen de Pontcheuil, le Moulin Amour (1411), du nom de son dernier meunier Désiré Amour, est un des moulins de la vallée de l'Oison. Préservé de la destruction et restauré en 1992, il accueille les visiteurs à longueur d'année et possède une roue à augets fabriquée a l'identique par Jacques Poyer.

## Aménagements
Il y a deux stations de pompage installée sur l'Oison : station Le Valanglier - Saint-Cyr-la-Campagne, station du Bouricar - Saint-Amand-des-Hautes-Terres.

## Écologie
Selon le SDAGE de 2010 à 2015, l'Oison a été fortement modifié et la qualité écologique est médiocre. Un PPRE ou 'plan pluri annuel de restauration et d'entretien' envisage un bon potentiel écologique à l'horizon 2021.

## Piscicologie
L'Oison est peuplée d'anguilles et d'épinochettes.